# Оріана (Іллінойс)
Оріана (англ. Oreana) — селище (англ. village) в США, в окрузі Мейкон штату Іллінойс. Населення — 891 особа (2020).

## Географія
Оріана розташована за координатами 39°56′13″ пн. ш. 88°52′10″ зх. д. / 39.93694° пн. ш. 88.86944° зх. д. (39.936886, -88.869448).  За даними Бюро перепису населення США в 2010 році селище мало площу 1,29 км², уся площа — суходіл.

## Демографія
Згідно з переписом 2010 року, у селищі мешкало 875 осіб у 351 домогосподарстві у складі 249 родин. Густота населення становила 679 осіб/км².  Було 372 помешкання (289/км²).
Расовий склад населення:
| - 97,3 % — білих - 0,9 % — чорних або афроамериканців - 0,3 % — азіатів - 0,2 % — корінних американців |

До двох чи більше рас належало 1,3 %. Частка іспаномовних становила 1,1 % від усіх жителів.
За віковим діапазоном населення розподілялося таким чином: 25,1 % — особи молодші 18 років, 59,9 % — особи у віці 18—64 років, 15,0 % — особи у віці 65 років та старші. Медіана віку мешканця становила 40,0 року. На 100 осіб жіночої статі у селищі припадало 96,6 чоловіків;  на 100 жінок у віці від 18 років та старших — 93,2 чоловіків також старших 18 років.
Середній дохід на одне домашнє господарство  становив 57 678 доларів США (медіана — 50 543), а середній дохід на одну сім'ю — 64 149 доларів (медіана — 54 712). Медіана доходів становила 46 375 доларів для чоловіків та 39 375 доларів для жінок. За межею бідності перебувало 3,6 % осіб, у тому числі 6,8 % дітей у віці до 18 років та 1,0 % осіб у віці 65 років та старших.
Цивільне працевлаштоване населення становило 385 осіб. Основні галузі зайнятості: освіта, охорона здоров'я та соціальна допомога — 26,0 %, виробництво — 15,6 %, будівництво — 10,4 %, роздрібна торгівля — 8,1 %.